# Challenger Città di Lugano 2021
Il Challenger Città di Lugano è stato un torneo maschile di tennis giocato su campi in cemento indoor. È stata la prima edizione del torneo e faceva parte della categoria Challenger 80 nell'ambito dell'ATP Challenger Tour 2021. Si è giocato al Padiglione Conza di Lugano, in Svizzera, tra il 22 e il 28 marzo 2021.

## Partecipanti

### Teste di serie
| Nazionalità | Giocatore       | Ranking* | Testa di serie |
| ----------- | --------------- | -------- | -------------- |
| Giappone    | Yūichi Sugita   | 108      | 1              |
| Russia      | Evgenij Donskoj | 128      | 2              |
| Germania    | Peter Gojowczyk | 130      | 3              |
| Australia   | Marc Polmans    | 137      | 4              |
| Rep. Ceca   | Tomáš Macháč    | 138      | 5              |
| Ucraina     | Illja Marčenko  | 169      | 6              |
| Russia      | Roman Safiullin | 170      | 7              |
| Germania    | Yannick Maden   | 186      | 8              |

* Ranking al 15 marzo 2021.

### Altri partecipanti
I seguenti giocatori hanno ricevuto una wild card per il tabellone principale:
- Jérôme Kym
- Leandro Riedi
- Dominic Stricker

Il seguente giocatore è entrato nell tabellone principale come special exempt:
- Matthias Bachinger

I seguenti giocatori sono entrati in tabellone come Alternate:
- Altuğ Çelikbilek
- Lucas Miedler
- Jack Sock

I seguenti giocatori sono passati dalle qualificazioni:
- Antoine Bellier
- Francesco Forti
- Vitaliy Sachko
- Tim van Rijthoven

## Punti e montepremi
| Torneo    | Torneo              | V     | F     | SF    | QF    | 2T  | 1T  | Q | Q2  | Q1  |
| Singolare | Punti               | 80    | 48    | 29    | 15    | 7   | 0   | 4 | 2   | 0   |
| Singolare | Premi in denaro (€) | 6 190 | 3 650 | 2 160 | 1 260 | 730 | 450 | – | 225 | 115 |
| Doppio    | Punti               | 80    | 48    | 29    | 15    | –   | 0   | – | –   | –   |
| Doppio    | Premi in denaro €   | 2 670 | 1 550 | 930   | 550   | –   | 310 | – | –   | –   |

## Campioni

### Singolare
In finale  Dominic Stricker ha sconfitto  Vitaliy Sachko con il punteggio di 6–4, 6–2.

### Doppio
In finale  Andre Begemann /  Andrea Vavassori hanno sconfitto  Denys Molčanov /  Serhij Stachovs'kyj con il punteggio di 7–6(11), 4–6, [10–8].